# Mary Norris
Pour les articles homonymes, voir Norris.
Mary Norris, née le 7 février 1952, est une écrivaine, rédactrice et correctrice pour le magazine américain The New Yorker.

## Jeunesse
Mary Norris grandit à Cleveland, Ohio. Elle est diplômée de l'Université Rutgers en 1974, et obtient une maîtrise en anglais de l'Université du Vermont.

## Carrière
Mary Norris rejoint la rédaction du New Yorker en 1978. Elle est correctrice pour le magazine de 1993 à 2002. Elle contribue notamment à la rubrique "The Talk of the Town" et au site internet du New Yorker,,. Elle anime notamment une série de vidéos dans lesquelles elle analyse des points d'orthographe et de grammaire de la langue anglaise, et où elle explicite les conventions orthotypographiques du New Yorker. 
Son premier livre, Between You & Me: Confessions of a Comma Queen, a été publié par WW Norton & Co en 2015. Elle y revient sur son parcours et sa carrière au New Yorker, tout en décryptant des points d'orthotypographie,. Mary Norris a été finaliste au prix Thurber 2016 de l'humour américain pour cet ouvrage. Elle a donné une conférence TED en 2016 sur le même sujet,. 
Dans son deuxième livre, Greek to Me - Adventures of a Comma Queen (2019), elle analyse sa relation aux langues étrangères, et en particulier au grec classique.

## Ouvrages
- (en) Mary Norris, Between You & Me: Confessions of a Comma Queen, New York, WW Norton, 2015, 225 p. (ISBN 9780393240184)
- (en) Mary Norris, Greek to Me. Adventures of a Comma Queen, New York, WW Norton, 2019 (ISBN 9781324001270)